# Saint-Igest
Saint-Igest (okzitanisch Sanch Igèst) ist eine französische Gemeinde mit 181 Einwohnern (Stand: 1. Januar 2022) im Département Aveyron in der Region Okzitanien (vor 2016 Midi-Pyrénées). Sie gehört zum Arrondissement Villefranche-de-Rouergue und zum Kanton Villeneuvois et Villefranchois. Die Einwohner werden Saint-Igestois und Saint-Igestoises genannt.

## Geografie
Saint-Igest liegt etwa 55 Kilometer westnordwestlich von Rodez. Umgeben wird Saint-Rémy von den Nachbargemeinden Salles-Courbatiès im Norden, Drulhe im Osten, Maleville im Südosten und Süden sowie Villeneuve im Westen.

## Bevölkerungsentwicklung
| Jahr                       | 1962 | 1968 | 1975 | 1982 | 1990 | 1999 | 2006 | 2019 |
| Einwohner                  | 301  | 285  | 241  | 201  | 158  | 163  | 171  | 182  |
| Quellen: Cassini und INSEE |      |      |      |      |      |      |      |      |

## Sehenswürdigkeiten
- Kirche Sainte-Thérèse mit einer Glocke von 1637, die seit 1944 als Monument historique der beweglichen Objekte klassifiziert ist
- Schloss Virgine De Latour

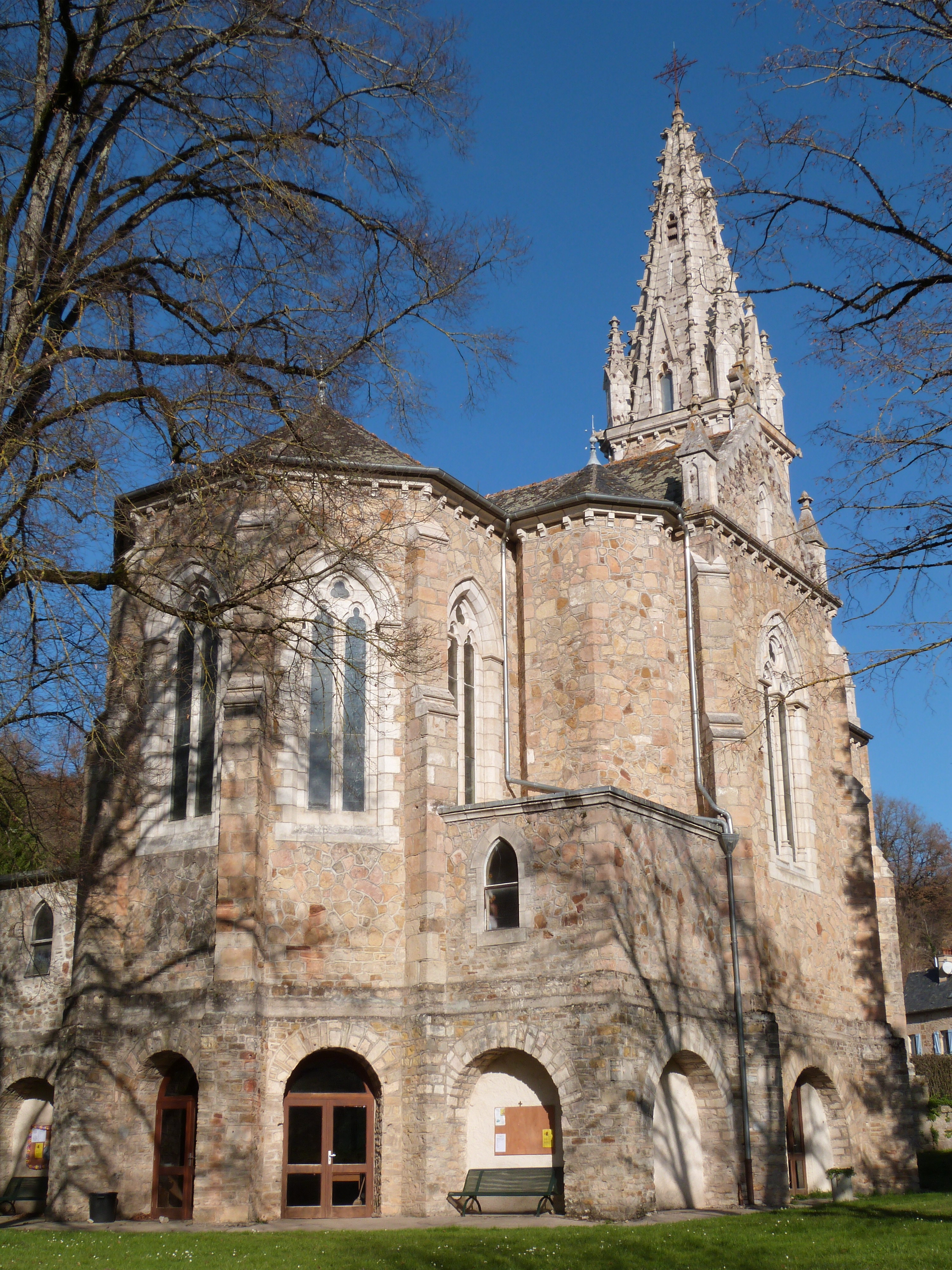
Kirche Saint-Thérèse
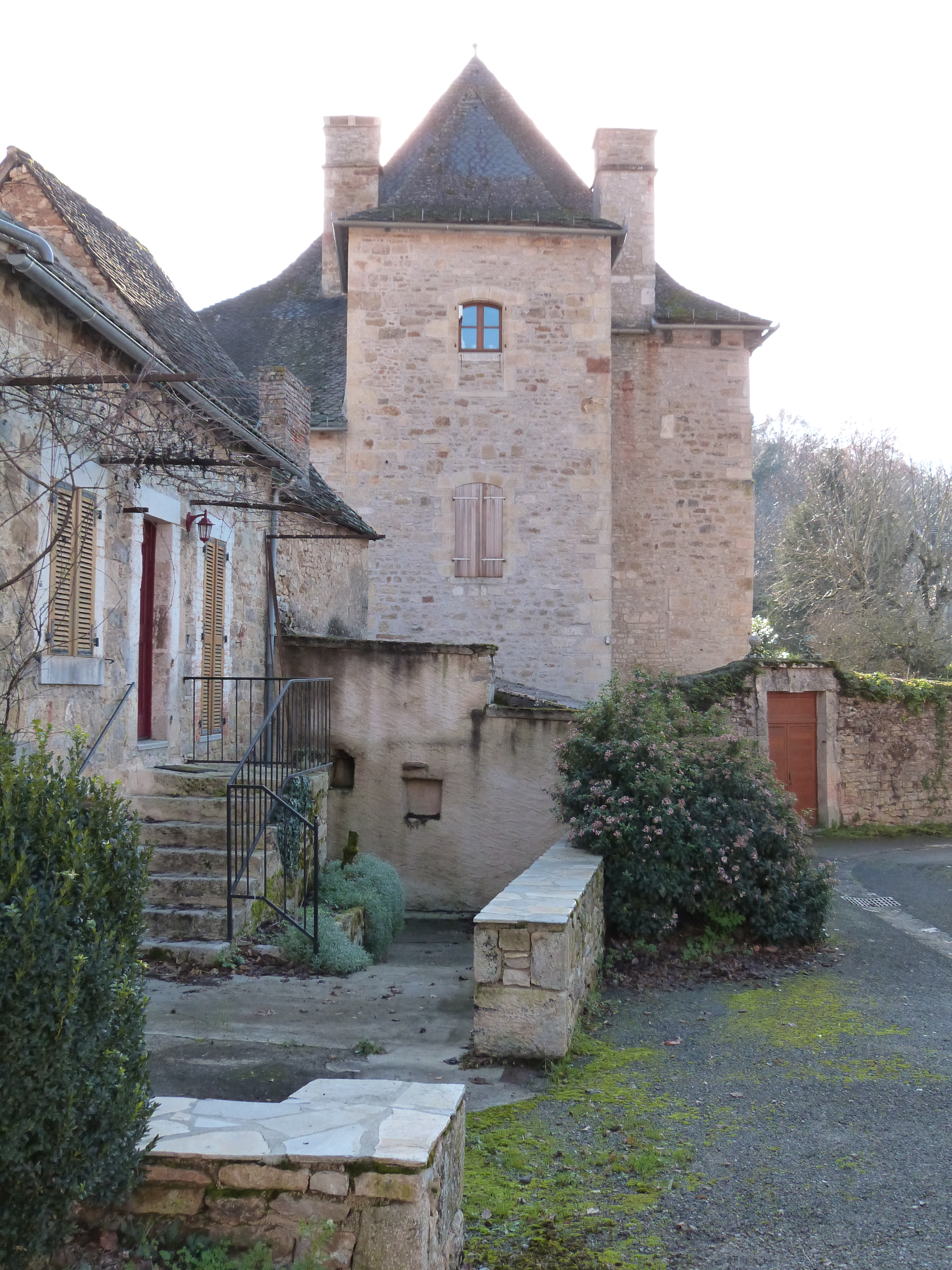
Schloss Virgine De Latour